# Ohiopyle
Ohiopyle es un borough ubicado en el condado de Fayette en el estado estadounidense de Pensilvania. En el año 2000 tenía una población de 77 habitantes y una densidad poblacional de 72 personas por km².

## Geografía
Ohiopyle se encuentra ubicado en las coordenadas 39°52′5″N 79°29′35″O / 39.86806, -79.49306

## Demografía
Según la Oficina del Censo en 2000 los ingresos medios por hogar en la localidad eran de $22,083 y los ingresos medios por familia eran $25,833. Los hombres tenían unos ingresos medios de $43,125 frente a los $20,625 para las mujeres. La renta per cápita para la localidad era de $10,247. Alrededor del 20.8% de la población estaba por debajo del umbral de pobreza.